# Pietro Citati
Pietro Citati (Florencia, 1930-Roccamare, 28 de julio de 2022) fue un escritor y crítico literario italiano.

## Biografía
Estudió en Turín, en el Instituto Social y a continuación en el instituto Massimo d'Azeglio. En 1942, después del bombardeo de Turín, la familia se trasladó a la Liguria, de donde era parte la familia (pero asimismo es siciliana y piamontesa). Se licenció en letras modernas por la Scuola Normale Superiore de Pisa en 1951. Hizo estudios autodidactas de Platón, Homero, Alexandre Dumas, Shakespeare, Lord Byron, Poe o K. Mansfield.
Conoció a Italo Calvino a los diecisiete años, y mantuvo esa relación de por vida. A partir de ese momento comenzó su carrera de crítico literario, y colaboró en revistas como Il Punto (al lado de Pier Paolo Pasolini), L' Approdo y Paragone. 
Vivió en Roma desde 1954, tras pasar tres años en Múnich y Zúrich. Entre 1954 y 1959 enseñó italiano en las escuelas profesionales de Frascati y también en la periferia de Roma. En la década siguiente empezó a escribir para el cotidiano Il Giorno. Y entre 1973 y 1988, escribió en las páginas culturales del Corriere della Sera. Desde 1988 fue el crítico literario de La Repubblica. Ha sido publicado por Mondadori y por Adelphi. 
Su éxito se basa en el ensayo y en la narrativa. La biografía (Kafka, Goethe, Tolstói, Proust), no es la narración de una vida sino la de una obra a partir de cierto momento. Tras su libro El mal absoluto, ensayo sobre la idea de mal absoluto en la literatura europea del siglo XIX, publicó, entre otras obras, una monografía sobre Leopardi.
Recibió el premio Strega, el premio Bagutta, el premio Médicis Extranjero, y premio Grinzane Cavour de ensayo. En 2002 Javier Marías lo nominó duque del Reino de Redonda. Fue muy traducido al francés, algo menos en español con media docena de títulos.